# 2023 en Océanie
Chronologie de l’Océanie
- 2019
- 2020
- 2021
- 2022
- 2023
- 2024
- 2025
- 2026
- 2027

Cet article concerne les événements thématiques qui se produisent durant l'année 2023 en Océanie.

## Politique

### Élections
- 26 janvier : élections législatives et exécutives aux Tokelau, territoire d'outre-mer autonome de la Nouvelle-Zélande. En l'absence de partis politiques, tous les élus sont des indépendants. Kelihiano Kalolo (en) devient ensuite chef du gouvernement, avec un mandat d'un an[1].
- 7 mars : élections législatives aux États fédérés de Micronésie pour le renouvellement de tous les membres du Congrès. En l'absence de partis politiques, tous les élus sont des indépendants, et presque tous les législateurs sortants sont réélus. Le 11 mai, le Congrès élit Wesley Simina à la présidence de la République[2].
- 29 avril : élections législatives à Niué, pays de jure sous souveraineté néo-zélandaise mais de facto politiquement indépendant. La nouvelle assemblée réélit Dalton Tagelagi au poste de Premier ministre.
- 16 et 30 avril : élections territoriales en Polynésie française. Alternance : Le parti indépendantiste Tavini huiraatira remporte la majorité absolue des sièges à l'Assemblée. Le 12 mai, celle-ci élit l'indépendantiste modéré Moetai Brotherson à la présidence de la Polynésie française[3].
- 14 octobre : élections législatives en Nouvelle-Zélande. Alternance. Le Parti national (centre-droit libéral-conservateur) remporte une majorité relative des sièges. Christopher Luxon devient Premier ministre, formant un gouvernement de coalition avec le parti ACT (droite libertarienne) et le parti Nouvelle-Zélande d'abord (centre-droit populiste).
- 14 octobre : référendum constitutionnel en Australie. Le gouvernement propose d'amender la Constitution pour créer une « Voix des Premières Nations » qui conseillerait le gouvernement et le Parlement en matière d'affaires autochtones. La proposition est rejetée par une majorité de citoyens dans tous les six États de la fédération, et par 60,8 % des citoyens au niveau national.
- 20 novembre : élections législatives aux Îles Marshall. Alternance. Il n'y a pas de partis politiques aux Îles Marshall, et tous les élus siègent donc sans étiquette, en groupements informels. Quelque 40 % des élus sont de nouveaux députés. Le 2 janvier 2024, les députés élisent la candidate de l'opposition sortante Hilda Heine présidente de la république, avec une unique voix d'avance sur le président de la république sortant David Kabua[4].

### Événements

#### Politique intérieure
- 22 janvier : En Nouvelle-Zélande, le Parti travailliste au pouvoir élit à l'unanimité le ministre de l'Éducation et de la Fonction publique Chris Hipkins pour succéder à Jacinda Ardern à la tête du parti après sa démission ; il devient le 41e Premier ministre de Nouvelle-Zélande le 25 janvier[5].
- 15 avril : Le Parlement des Îles Cook dépénalise les relations sexuelles entre hommes (les relations entre femmes n'étant déjà pas un délit)[6].
- 14 mai : Aux Fidji, Girmit Day est un jour férié pour la première fois, à l'initiative du gouvernement de coalition de Sitiveni Rabuka. Ce jour commémore l'arrivée aux Fidji des premiers travailleurs indiens sous statut d’indenture en 1879, durant la période coloniale. À cette occasion, le Premier ministre Rabuka promeut l'unité dans le respect des différentes cultures du pays, et demande pardon pour avoir mené les coups d'État de 1987. Par la même occasion, l'Église méthodiste des Fidji demande pardon pour avoir soutenu les coups d'État anti-indiens de 1987 et de l'an 2000. Les trois plus hauts chefs autochtones coutumiers du pays, Ro Teimumu Kepa, Ratu Epenisa Cakobau (ancien membre du parti politique d'extrême-droite anti-indienne l'Alliance conservatrice) et Ratu Naiqama Lalabalavu, demandent également pardon. Invité à une cérémonie de réconciliation, Mahendra Chaudhry, Premier ministre du gouvernement travailliste renversé en 2000, accepte les excuses offertes, rappelle les souffrances endurées par les citoyens d'ascendance indienne lors des violences qui ont accompagné ces coups d'État, et demande que le processus de réconciliation se poursuive avec des « mesures concrètes » pour prémunir la société fidjienne de violences racistes similaires à l'avenir[7],[8],[9].
- 23 mai : Le nouveau président indépendantiste de la Polynésie française, Moetai Brotherson, reconnaît qu'une majorité de la population ne souhaite actuellement pas l'indépendance, et précise que l'indépendance est un objectif à long terme plutôt qu'à court terme[10].
- 29 mai : Mark McGowan, qui avait mené le Parti travailliste à une victoire record aux élections de 2021, démissionne de sa fonction de Premier ministre d'Australie-Occidentale, expliquant qu'il est épuisé[11].
- 1er juin : Le salaire minimum horaire au Vanuatu est accru de 36 %, passant à 300 vatu (2,32 €)[12].
- 24 juillet : Après avoir provoqué un accident de voiture en conduisant sous l'emprise de l'alcool, la ministre de la Justice néo-zélandaise Kiri Allan se rend coupable de refus d'obtempérer lorsque des agents de police tentent de l'arrêter. Elle démissionne de son ministère[13].
- 25 octobre : Le président de la république de Nauru, Russ Kun, perd la confiance du Parlement et doit démissionner. Le 30 octobre, les députés élisent David Adeang à sa succession[14].

#### Diplomatie et relations internationales
- 8 février : Les ministres des Affaires étrangères salomonais Jeremiah Manele et papou-néo-guinéen Justin Tkatchenko signent à Port-Moresby un accord formalisant l'autorisation de déploiement de la Royal Papua New Guinea Constabulary (en) (la police de Papouasie-Nouvelle-Guinée) aux Îles Salomon, lorsque le gouvernement salomonais le souhaite en cas de troubles à l'ordre public dans le pays[15].
- 22 février : Le Premier ministre des Fidji, Sitiveni Rabuka, reçoit Benny Wenda, le président du Mouvement uni pour la libération de la Papouasie occidentale, et exprime publiquement son soutien à la candidature de ce mouvement qui souhaite devenir membre à part entière du Groupe Fer de lance mélanésien. Le gouvernement indonésien proteste formellement contre cette rencontre, qui marque une rupture avec la position du gouvernement fidjien précédent, dirigé par Frank Bainimarama de 2006 à 2022[16].
- 24 février : Les Kiribati redeviennent membre du Forum des Îles du Pacifique, que le pays avait quitté en 2022[17].
- 9 mars : Au lendemain de sa défaite aux élections législatives et sachant donc que son mandat présidentiel s'achèvera en mai sans possibilité de renouvellement, le président des États fédérés de Micronésie, David Panuelo, écrit une lettre au président du Congrès fédéral, Wesley Simina, aux gouverneurs des États et aux présidents des parlements des États, dans laquelle il relate : « J'ai été directement menacé dans mon intégrité physique par des représentants de la république populaire de Chine dans le cadre de leurs fonctions officielles ». Il accuse par ailleurs la Chine d'actes d'espionnage dans son pays, de mesures de surveillance contre sa propre personne, et de corruption d'élus micronésiens à qui des représentants de l'ambassade de Chine auraient remis des enveloppes d'argent en liquide. Il accuse des navires chinois d'avoir procédé sans autorisation à une cartographie des ressources maritimes de la zone économique exclusive de la Micronésie, et d'avoir menacé les bateaux micronésiens qui approchaient pour s'enquérir de leurs activités. Il accuse enfin l'ambassadeur de Chine d'avoir harcelé ses ministres et lui au téléphone pour qu'ils autorisent l'entrée d'ouvriers chinois dans le pays durant la pandémie de Covid-19 aux États fédérés de Micronésie, puis pour qu'ils commandent des vaccins chinois contre la pandémie, malgré le refus explicite de son gouvernement ; son ministre de la Santé Marcus Samo, son ministre des Affaires étrangères Kandhi Elieisar et lui ont tous trois dû changer de numéro de téléphone. Affirmant que la Chine cherche à s'assurer le soutien diplomatique de la Micronésie et à compromettre la souveraineté du pays, David Panuelo recommande au Congrès que son pays établisse des relations diplomatiques officielles avec Taïwan, et rompe donc ses relations avec la république populaire de Chine. Il indique avoir rencontré le mois précédent le ministre taïwanais des Affaires étrangères, Joseph Wu, et obtenu que Taïwan verse aux États fédérés de Micronésie 50 000 000 US$ d'aide au développement en échange d'une reconnaissance diplomatique, suivis de 15 000 000 US$ par an[18],[19],[20].
- 14 mars : Lors d'une conférence de presse à San Diego, le président américain Joe Biden, le Premier ministre britannique Rishi Sunak et le Premier ministre australien Anthony Albanese dévoilent le détail de l'accord AUKUS : L'Australie achètera au moins trois sous-marins à propulsion nucléaire américains au début des années 2030, puis s'équipera de sous-marins à propulsion nucléaire supplémentaires de conception britannique et de construction conjointe britanno-australienne. Des sous-marins britanniques et américains auront l'usage de la base navale de Stirling en Australie-Méridionale à partir de 2027[21].
- 29 mars : Le Premier ministre vanuatais Ishmael Kalsakau obtient l'adoption par l'Assemblée générale des Nations unies de sa proposition de résolution pour demander l'avis de la Cour internationale de Justice quant aux obligations des pays en matière de lutte contre le réchauffement climatique[22],[23].
- 19 avril : La ministre des Affaires étrangères néo-zélandaise Nanaia Mahuta et le ministre des Affaires étrangères britannique James Cleverly devaient visiter ensemble les Samoa pour s'entretenir avec la Première ministre samoane Fiame Naomi Mata'afa sur la vision samoane des enjeux régionaux dans le Pacifique Sud, notamment en matière de réchauffement climatique. Cela aurait été la première visite diplomatique conjointe des gouvernements néo-zélandais et britannique dans la région au XXIe siècle[24]. La participation de James Cleverly est toutefois annulée à la dernière minute « en raison de la crise au Soudan »[25].
- 17 mai : Le président américain Joe Biden, en raison d'une crise politique de la dette publique des États-Unis, annule sa visite en Papouasie-Nouvelle-Guinée, qui aurait été la première de l'histoire par un président des États-Unis et aurait permis la signature d'un accord bilatéral de coopération en matière de sécurité et de défense, ainsi que sa visite en Australie où était prévu un sommet du Dialogue quadrilatéral pour la sécurité[26].
- 19 mai : Le Premier ministre japonais Fumio Kishida, hôte du sommet du G7, invite huit autres pays à y participer, dont deux États océaniens : l'Australie, et les Îles Cook qui assurent à cette date la présidence du Forum des Îles du Pacifique[27].
- 22 mai : Le ministre papou-néo-guinéen de la Défense Win Daki et le secrétaire d'État (ministre des Affaires étrangères) américain Anthony Blinken signent un accord de partenariat bilatéral de sécurité entre la Papouasie-Nouvelle-Guinée et les États-Unis. Les États-Unis s'engagent à investir dans la sécurité du pays et à coopérer en la matière, et obtiennent un accès militaire aux ports et aux aéroports de Papouasie-Nouvelle-Guinée[28]. En réponse à des manifestations étudiantes contre l'accord, le Premier ministre James Marape précise que les États-Unis ne seront pas autorisés à lancer d'opérations militaires extérieures depuis la Papouasie-Nouvelle-Guinée, et que les États-Unis investiront dans les ports, les aéroports, les routes, les communications et le réseau électrique du pays. L'Australie, alliée des États-Unis, accueille favorablement la signature de ce partenariat[29].

Dans le même temps, James Marape accueille à l'aéroport international Jacksons de Port Moresby le Premier ministre indien Narendra Modi, venu renforcer les relations de l'Inde avec les États océaniens et y « contrer l'influence régionale grandissante de la Chine ». C'est la première visite d'un chef de gouvernement indien en Papouasie-Nouvelle-Guinée.
- 22 et 23 mai : Les États-Unis signent avec les Palaos puis avec les États fédérés de Micronésie un renouveau de leurs accords respectifs de libre association. Ceux-ci font des États-Unis le garant de la défense de ces pays, et donnent aux forces militaires américaines un accès exclusif à leurs territoires, en échange d'aides américaines. Le gouvernement américain promet à cette occasion d'investir US$ 7 100 000 000 dans les États associés entre 2023 et 2043[31],[32].
- 29 et 30 mai : tenue à Séoul du premier sommet entre la Corée du Sud et les dirigeants des États du Forum des Îles du Pacifique, en application de « la stratégie indo-pacifique de la République de Corée, la première stratégie régionale intégrale de [l']histoire diplomatique » du pays[33]. Les Îles Salomon ne se joignent pas à la déclaration finale issue du sommet, estimant qu'elle est implicitement critique à l'encontre de la Chine[34].
- 4 juin : La Nouvelle-Zélande signe avec le Japon un accord de coopération de leurs forces armées pour aider les États insulaires du Pacifique en matière de sécurité maritime et d'aide humanitaire[35].
- 9 juillet : La Nouvelle-Zélande signe un accord de libre-échange avec l'Union européenne[36].
- 25 août : Le Groupe Fer de lance mélanésien rejette une nouvelle fois la candidature du Mouvement uni pour la libération de la Papouasie occidentale[37].
- 5 septembre : Le Premier ministre James Marape fait de la Papouasie-Nouvelle-Guinée le cinquième pays (après les États-Unis, le Guatemala, le Honduras et le Kosovo) à établir son ambassade auprès d'Israël à Jérusalem au lieu de Tel-Aviv, prenant ainsi position sur la question du statut de Jérusalem, qu'Israël revendique comme sa capitale mais que la communauté internationale considère comme devant être partagée entre Israël et un futur État palestinien[38].
- 27 octobre : Six États océaniens (Fidji, Îles Marshall, États fédérés de Micronésie, Nauru, Papouasie-Nouvelle-Guinée, Tonga) sont parmi les quatorze États qui votent contre la résolution de l'Assemblée générale des Nations unies sur « la protection des civils et le respect des obligations juridiques et humanitaires » à Gaza, qui appelle à une « trêve humanitaire immédiate, durable et soutenue » dans la guerre entre Israël et le mouvement terroriste Hamas. La Nouvelle-Zélande et les Îles Salomon sont les seuls pays océaniens à voter pour la résolution. L'Australie, les Kiribati, les Palaos, les Tuvalu et le Vanuatu s'abstiennent. Les Samoa sont absentes lors du vote[39],[40].
- 10 novembre : Les États membres du Forum des Îles du Pacifique choisissent l'ancien président nauruan Baron Waqa comme prochain secrétaire général du Forum, à compter de 2024, malgré les controverses concernant les multiples violations des droits de l'homme par son gouvernement de 2013 à 2019[41].
- 10 novembre : Le Premier ministre australien Anthony Albanese et le Premier ministre tuvaluan Kausea Natano signent le traité de l'Union falepili. Par celui-ci, l'Australie permet à tout citoyen tuvaluan d'émigrer en Australie et d'y bénéficier pleinement de droits sociaux, avec un quota de 280 migrants par an. L'Australie s'engage à aider les Tuvalu à s'adapter au réchauffement climatique, notamment en construisant de nouvelles terres suffisamment au-dessus du niveau de la mer à Funafuti. Enfin, l'Australie se rend garante de la sécurité intérieur et de la défense des Tuvalu, les Tuvalu s'engageant en retour à ne signer aucun accord de sécurité et de défense avec un pays tiers sans l'accord de l'Australie[42].
- 15 novembre : L'Union européenne et l'Organisation des États d'Afrique, des Caraïbes et du Pacifique signent à Apia l'accord de Samoa, qui doit succéder pour vingt ans à l'accord de Cotonou[43].

### Gouvernements
- Australie
  - roi : Charles III

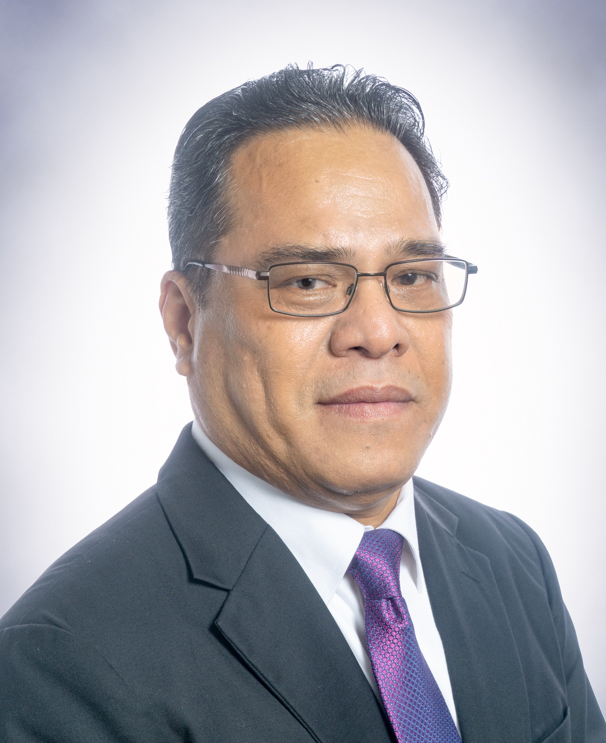
Wesley Simina devient président des États fédérés de Micronésie en mai.

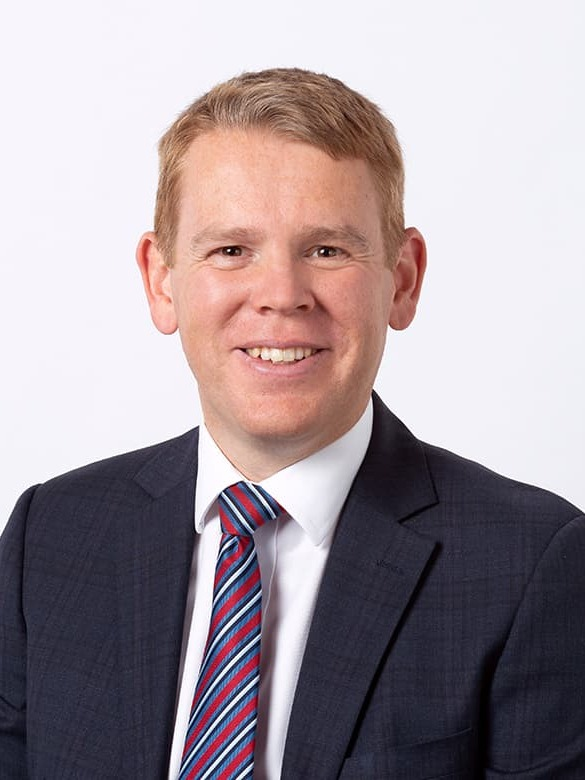
Devenu Premier ministre de Nouvelle-Zélande en janvier, Chris Hipkins perd le pouvoir en novembre.

  - gouverneur-général : David Hurley
  - premier ministre : Anthony Albanese
- Îles Cook
  - roi : Charles III (en sa qualité de roi de Nouvelle-Zélande)
  - représentant du roi : Tom Marsters
  - premier ministre : Mark Brown
- États fédérés de Micronésie
  - président : David Panuelo (jusqu'au 11 mai, puis) Wesley Simina
- Fidji
  - président : Ratu Wiliame Katonivere
  - premier ministre : Sitiveni Rabuka
- Kiribati
  - président : Taneti Maamau
- Îles Marshall
  - président : David Kabua
- Nauru
  - président : Russ Kun (jusqu'au 30 octobre, puis) David Adeang
- Niué
  - roi : Charles III (en sa qualité de roi de Nouvelle-Zélande)
  - premier ministre : Dalton Tagelagi
- Nouvelle-Zélande
  - roi : Charles III
  - gouverneur général : Dame Cindy Kiro
  - premier ministre : Jacinda Ardern (jusqu'au 25 janvier, puis) Chris Hipkins (jusqu'au 27 novembre, puis) Christopher Luxon
- Palaos
  - président : Surangel Whipps Jr.
- Papouasie-Nouvelle-Guinée
  - roi : Charles III
  - gouverneur général : Sir Bob Dadae
  - premier ministre : James Marape
- Îles Salomon
  - roi : Charles III
  - gouverneur général : Sir David Vunagi
  - premier ministre : Manasseh Sogavare
- Samoa
  - o le Ao o le Malo : Tuimaleali'ifano Va'aletoa Sualauvi II
  - premier ministre : Fiame Naomi Mata'afa
- Tonga
  - roi : Tupou VI
  - premier ministre : Siaosi Sovaleni
- Tuvalu
  - roi : Charles III
  - gouverneur général : Tofiga Falani
  - premier ministre : Kausea Natano
- Vanuatu
  - président : Nikenike Vurobaravu
  - premier ministre : Ishmael Kalsakau (jusqu'au 4 septembre, puis) Sato Kilman (jusqu'au 6 octobre, puis) Charlot Salwai

## Environnement

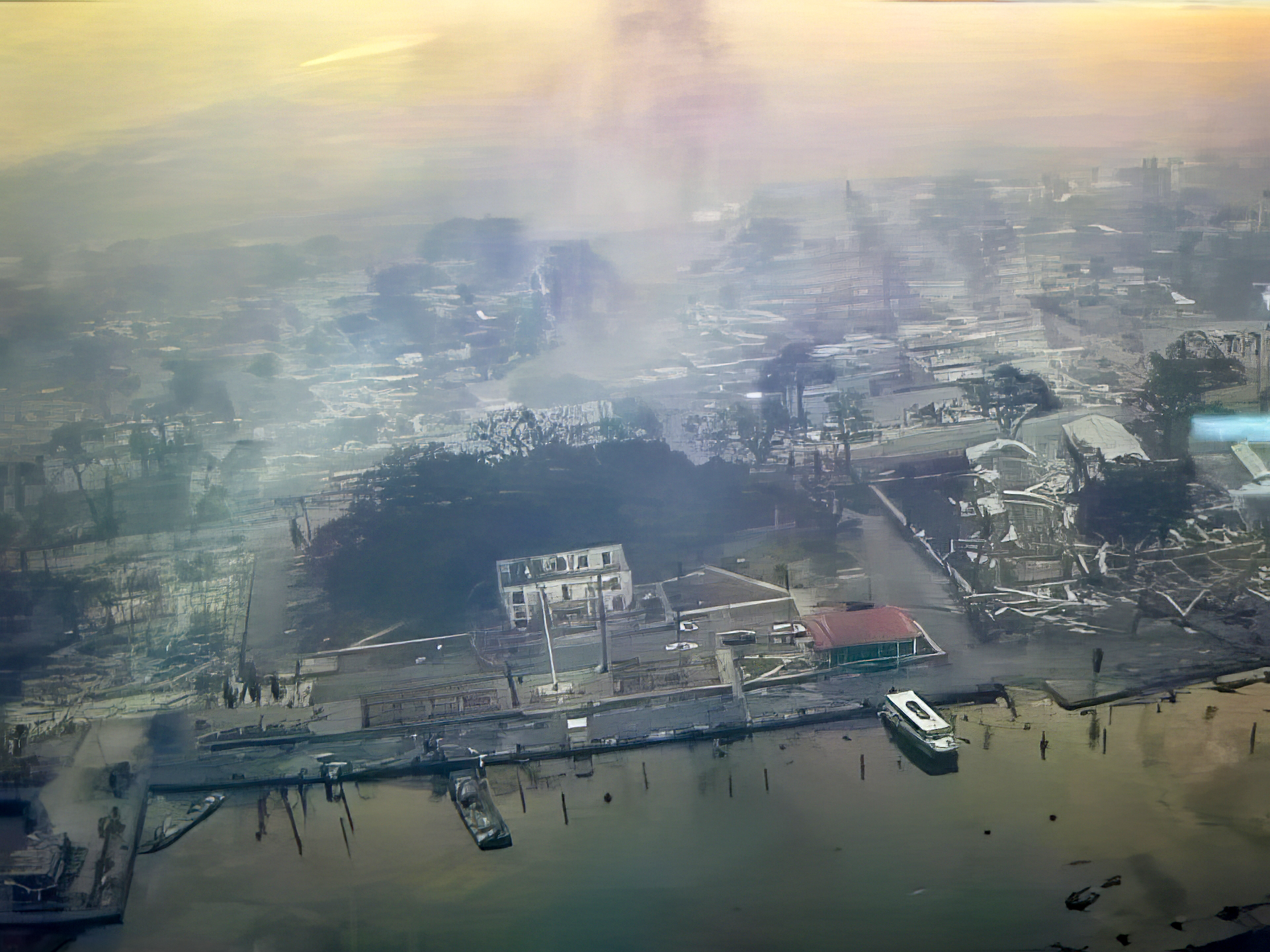
À Hawaï en août, la ville de Lahaina ravagée par les flammes.

- 27 janvier : très importantes inondations (en) à Auckland, en Nouvelle-Zélande, à la suite de pluies torrentielles. Des parties de la ville sont privées d'électricité, les foyers inondés sont évacués, et l'aéroport d'Auckland, inondé, est fermé[44],[45].
- 12 février : Le cyclone Gabrielle (en) atteint l'île du Nord de Nouvelle-Zélande, entraînant « des rafales jusqu’à 140 km/h, un cumul de précipitations pouvant atteindre 200 mm en vingt-quatre heures et des vagues de 11 mètres », contraignant plus de 10 000 personnes à quitter leur foyer inondé parfois jusqu'au deuxième étage, et privant 220 000 personnes d'électricité. La tempête tue onze personnes, dont un pompier dans l'exercice de ses fonctions[46],[47],[48].
- 1er mars : Le cyclone Judy (en) atteint plusieurs îles de Vanuatu, dont celle d'Éfaté, provoquant d'importantes inondations, détruisant des maisons de construction traditionnelle et menant à l'évacuation de centaines de personnes[49],[50]. Les 3 et 4 mars, c'est le cyclone Kevin qui frappe le pays. C'est la première fois que le Vanuatu a été atteint par deux cyclones coup sur coup. Les deux catastrophes successives détruisent entièrement les champs agricoles dans certaines îles, et privent de nombreux habitants d'accès à l'eau potable et à l'électricité. Le temps de réparation des dégâts est estimé à six mois[51].
- 6 mai : À l'occasion du couronnement de Charles III et en l'honneur de l'engagement du roi sur les questions environnementales, la Nouvelle-Zélande commence à planter 100 000 arbres à travers le pays[52].
- 9 et 10 mai : pluies torrentielles et fortes inondations à nouveau à Auckland, en Nouvelle-Zélande[48].
- début août : feux de forêt de 2023 à Hawaï.
- 25 octobre : Le cyclone Lola, de catégorie 5, frappe le Vanuatu, détruisant des logements, des écoles, des routes et des ponts[53]. Il fait trois morts, et l'état d'urgence est décrété dans cinq des six provinces du pays[54].

## Sport
- 16 au 29 janvier : Open d'Australie 2023 (tennis) à Melbourne.
- 5 août : L'équipe des Fidji remporte la Coupe des nations du Pacifique 2023[55].
- 6 août : L'Australie remporte la finale de la Coupe du monde de netball de 2023 (en), face à l'Angleterre, au Cap[56].
- 20 juillet au 20 août : Coupe du monde féminine de football 2023 en Australie et en Nouvelle-Zélande. La Nouvelle-Zélande est éliminée en phase de poules ; l'Australie atteint les demi-finales et termine quatrième.

Parcours de la Nouvelle-Zélande :

| Rang | Équipe              | Pts | J | G | N | P | Bp | Bc | Diff |  | Résultats (▼ dom., ► ext.) |  |     |     |     |
| ---- | ------------------- | --- | - | - | - | - | -- | -- | ---- |  | -------------------------- |  | --- | --- | --- |
| 1    | Suisse              | 5   | 3 | 1 | 2 | 0 | 2  | 0  | +2   |  | Suisse                     |  | 0-0 | 0-0 | 2-0 |
| 2    | Norvège             | 4   | 3 | 1 | 1 | 1 | 6  | 1  | +5   |  | Norvège                    |  |     | 0-1 | 6-0 |
| 3    | Nouvelle-Zélande PO | 4   | 3 | 1 | 1 | 1 | 1  | 1  | 0    |  | Nouvelle-Zélande           |  |     |     | 0-1 |
| 4    | Philippines         | 3   | 3 | 1 | 0 | 2 | 1  | 8  | -7   |  | Philippines                |  |     |     |     |

| Match 1                      | Nouvelle-Zélande      | 1 - 0   | Norvège | Eden Park, Auckland                                |                                                    |
| 20 juillet 2023 19h00 UTC+12 | ( Hand) Wilkinson 48e | (0 - 0) |         | Spectateurs : 42 137 Arbitrage : Yoshimi Yamashita | Spectateurs : 42 137 Arbitrage : Yoshimi Yamashita |
| 20 juillet 2023 19h00 UTC+12 | Rapport               |         |         | Spectateurs : 42 137 Arbitrage : Yoshimi Yamashita | Spectateurs : 42 137 Arbitrage : Yoshimi Yamashita |

| Match 17                     | Nouvelle-Zélande | 0 - 1   | Philippines            | Wellington Regional Stadium, Wellington       |                                               |
| 25 juillet 2023 17h30 UTC+12 |                  | (0 - 1) | 24e Bolden ( Eggesvik) | Spectateurs : 32 357 Arbitrage : Katia Garcia | Spectateurs : 32 357 Arbitrage : Katia Garcia |
| 25 juillet 2023 17h30 UTC+12 | Rapport          |         |                        | Spectateurs : 32 357 Arbitrage : Katia Garcia | Spectateurs : 32 357 Arbitrage : Katia Garcia |

| Match 33                     | Suisse  | 0 - 0   | Nouvelle-Zélande | Dunedin Stadium, Dunedin                    |                                             |
| 30 juillet 2023 19h00 UTC+12 |         | (0 - 0) |                  | Spectateurs : 25 947 Arbitrage : Tori Penso | Spectateurs : 25 947 Arbitrage : Tori Penso |
| 30 juillet 2023 19h00 UTC+12 | Rapport |         |                  | Spectateurs : 25 947 Arbitrage : Tori Penso | Spectateurs : 25 947 Arbitrage : Tori Penso |

Parcours de l'Australie :
| Rang | Équipe               | Pts | J | G | N | P | Bp | Bc | Diff |  | Résultats (▼ dom., ► ext.) |  |     |     |     |
| ---- | -------------------- | --- | - | - | - | - | -- | -- | ---- |  | -------------------------- |  | --- | --- | --- |
| 1    | Australie PO         | 6   | 3 | 2 | 0 | 1 | 7  | 3  | +4   |  | Australie                  |  | 2-3 | 4-0 | 1-0 |
| 2    | Nigeria              | 5   | 3 | 1 | 2 | 0 | 3  | 2  | +1   |  | Nigeria                    |  |     | 0-0 | 0-0 |
| 3    | Canada               | 4   | 3 | 1 | 1 | 1 | 2  | 5  | -3   |  | Canada                     |  |     |     | 2-1 |
| 4    | République d'Irlande | 1   | 3 | 0 | 1 | 2 | 1  | 3  | -2   |  | République d'Irlande       |  |     |     |     |

| Match 2                      | Australie         | 1 - 0   | République d'Irlande | Stadium Australia, Sydney                            |                                                      |
| 20 juillet 2023 20h00 UTC+10 | Catley 52e (pen.) | (0 - 0) |                      | Spectateurs : 75 584 Arbitrage : Edina Alves Batista | Spectateurs : 75 584 Arbitrage : Edina Alves Batista |
| 20 juillet 2023 20h00 UTC+10 | Rapport           |         |                      | Spectateurs : 75 584 Arbitrage : Edina Alves Batista | Spectateurs : 75 584 Arbitrage : Edina Alves Batista |

| Match 22                     | Australie                                                  | 2 - 3   | Nigeria                              | Brisbane Stadium, Brisbane                      |                                                 |
| 27 juillet 2023 20h00 UTC+10 | ( Foord) van Egmond 45+1e · ( Cooney-Cross) Kennedy 90+10e | (1 - 1) | 45+6e Kanu · 65e Ohale · 72e Oshoala | Spectateurs : 49 156 Arbitrage : Esther Staubli | Spectateurs : 49 156 Arbitrage : Esther Staubli |
| 27 juillet 2023 20h00 UTC+10 | Rapport                                                    |         |                                      | Spectateurs : 49 156 Arbitrage : Esther Staubli | Spectateurs : 49 156 Arbitrage : Esther Staubli |

| Match 35                     | Canada  | 0 - 4   | Australie                                               | Melbourne Rectangular Stadium, Melbourne            |                                                     |
| 31 juillet 2023 20h00 UTC+10 |         | (0 - 2) | 9e 39e Raso · 58e Fowler ( Foord) · 90+4e (pen.) Catley | Spectateurs : 27 706 Arbitrage : Stéphanie Frappart | Spectateurs : 27 706 Arbitrage : Stéphanie Frappart |
| 31 juillet 2023 20h00 UTC+10 | Rapport |         |                                                         | Spectateurs : 27 706 Arbitrage : Stéphanie Frappart | Spectateurs : 27 706 Arbitrage : Stéphanie Frappart |

Huitième de finale

| Match 53                 | Australie                                    | 2 - 0   | Danemark    | Stadium Australia, Sydney                      |                                                |
| 7 août 2023 20h30 UTC+10 | ( Fowler) Foord 29e · ( van Egmond) Raso 70e | (1 - 0) |             | Spectateurs : 75 784 Arbitrage : Rebecca Welch | Spectateurs : 75 784 Arbitrage : Rebecca Welch |
| 7 août 2023 20h30 UTC+10 |                                              | Rapport | 66e Thomsen | Spectateurs : 75 784 Arbitrage : Rebecca Welch | Spectateurs : 75 784 Arbitrage : Rebecca Welch |

Quart de finale

| Match 59                  | Australie                                                                          | 0 - 0                 | France                                                                                     | Lang Park, Brisbane                                   |                                                       |
| 12 août 2023 17h00 UTC+10 |                                                                                    | (0 - 0, 0 - 0, 0 - 0) |                                                                                            | Spectateurs : 49 361 Arbitrage : María Belén Carvajal | Spectateurs : 49 361 Arbitrage : María Belén Carvajal |
| 12 août 2023 17h00 UTC+10 | Gorry 91e                                                                          | Rapport               |                                                                                            | Spectateurs : 49 361 Arbitrage : María Belén Carvajal | Spectateurs : 49 361 Arbitrage : María Belén Carvajal |
| 12 août 2023 17h00 UTC+10 | Foord · Catley · Kerr · Fowler · Arnold · Gorry · Yallop · Carpenter · Hunt · Vine | Tirs au but 7 - 6     | Bacha · Diani · Renard · Le Sommer · Périsset · Geyoro · Karchaoui · Lakrar · Dali · Becho | Spectateurs : 49 361 Arbitrage : María Belén Carvajal | Spectateurs : 49 361 Arbitrage : María Belén Carvajal |

Demi-finale

| Match 62                  | Australie         | 1 - 3   | Angleterre                                         | Stadium Australia, Sydney                   |                                             |
| 16 août 2023 20h00 UTC+10 | ( Gorry) Kerr 63e | (0 - 1) | 36e Toone · 71e Hemp ( Bright) · 86e Russo ( Hemp) | Spectateurs : 75 784 Arbitrage : Tori Penso | Spectateurs : 75 784 Arbitrage : Tori Penso |
| 16 août 2023 20h00 UTC+10 | Rapport           |         |                                                    | Spectateurs : 75 784 Arbitrage : Tori Penso | Spectateurs : 75 784 Arbitrage : Tori Penso |

Match pour la 3e place

| Match 63                  | Suède | 2 - 0   | Australie | Lang Park, Brisbane |  |
| 19 août 2023 18h00 UTC+10 |       | (1 - 0) |           |                     |  |

- 8 septembre au 28 octobre : Cinq nations océaniennes participent aux phases finales de la Coupe du monde de rugby à XV 2023 en France. La Nouvelle-Zélande atteint la finale pour la cinquième fois, et s'y incline 11-12 face à l'Afrique du Sud. Les Fidjiens atteignent les quarts de finale pour la troisième fois, et y sont battus par l'Angleterre. L'Australie échoue pour la première fois de son histoire à sortir de la phase de poule, où elle s'est inclinée face aux Fidjiens puis face aux Gallois. Les Samoa et les Tonga ne franchissent pas non plus les phases de poule.

Parcours de la Nouvelle-Zélande
Poule A
| Rang | Pays             | J | V | N | D | Bo | Bd | Pm  | Pe  | Diff | Pts |
| ---- | ---------------- | - | - | - | - | -- | -- | --- | --- | ---- | --- |
| 1    | France           | 4 | 4 | 0 | 0 | 2  | 0  | 210 | 32  | +178 | 18  |
| 2    | Nouvelle-Zélande | 4 | 3 | 0 | 1 | 3  | 0  | 253 | 47  | +206 | 15  |
| 3    | Italie           | 4 | 2 | 0 | 2 | 2  | 0  | 114 | 181 | -67  | 10  |
| 4    | Uruguay          | 4 | 1 | 0 | 3 | 1  | 0  | 65  | 164 | -99  | 5   |
| 5    | Namibie          | 4 | 0 | 0 | 4 | 0  | 0  | 37  | 255 | -218 | 0   |

| 8 septembre 2023 21h15 | France | 27 - 13 (9 - 8) | Nouvelle-Zélande                                                                               | Stade de France, Saint-Denis 78 690 spectateurs Arbitre : Jaco Peyper |
| 8 septembre 2023 21h15 | Essai(s) : 2 Penaud (55e), Jaminet (78e) Transformation(s) : 1 Ramos (57e) Pénalité(s) : 5 Ramos (5e, 20e, 29e, 65e, 74e) | Rapport         | Essai(s) : 2 Telea (2e, 43e) Pénalité(s) : 1 Mo'unga (25e) Carton(s) jaune(s) : 1 Jordan (58e) | Stade de France, Saint-Denis 78 690 spectateurs Arbitre : Jaco Peyper |
| 8 septembre 2023 21h15 | | Rapport         |                                                                                                | Stade de France, Saint-Denis 78 690 spectateurs Arbitre : Jaco Peyper |

| 15 septembre 2023 21h00 | Nouvelle-Zélande | 71 - 3 (38 - 3) | Namibie                         | Stadium de Toulouse, Toulouse Arbitre : Luke Pearce |
| 15 septembre 2023 21h00 | Essai(s) : 11 Roigard (2e, 7e), McKenzie (20e, 39e), Fainga'anuku (25e), Lienert-Brown (35e), de Groot (48e), Papali'i (54e), Havili (58e), Clarke (67e), Ioane (77e) Transformation(s) : 8 McKenzie (3e, 20e, 36e, 40e, 55e, 59e, 69e, 78e) Carton(s) rouge(s) : 1 de Groot (72e) | Rapport         | Pénalité(s) : 1 Swanepoel (11e) | Stadium de Toulouse, Toulouse Arbitre : Luke Pearce |
| 15 septembre 2023 21h00 | | Rapport         |                                 | Stadium de Toulouse, Toulouse Arbitre : Luke Pearce |

| 29 septembre 2023 21h00 | Nouvelle-Zélande | 96 - 17 (49 - 3) | Italie | Parc Olympique lyonnais, Décines-Charpieu Arbitre : Matthew Carley |
| 29 septembre 2023 21h00 | Essai(s) : 14 Jordan (7e, 70e), Smith (17e, (27e, (34e), Telea (19e), Savea (22e, 40e+5), Retallick (50e), Papali'i (56e), Coles (61e, 73e), McKenzie (67e), Lienert-Brown (76e) Transformation(s) : 13 Mo'unga (7e, 17e, 19e, 22e, 27e, 34e, 40e+5, 50e, 56e), McKenzie (67e, 70e, 73e, 76e) | Rapport          | Essai(s) : 2 Capuozzo (48e), Ioane (80e+1) Transformation(s) : 2 Allan (48e), Garbisi (80e+1) Pénalité(s) : 1 Allan (10e) | Parc Olympique lyonnais, Décines-Charpieu Arbitre : Matthew Carley |
| 29 septembre 2023 21h00 | | Rapport          | | Parc Olympique lyonnais, Décines-Charpieu Arbitre : Matthew Carley |

| 5 octobre 2023 21h00 | Nouvelle-Zélande | 73 - 0 (26 - 0) | Uruguay | Parc Olympique lyonnais, Décines-Charpieu Arbitre : Wayne Barnes |
| 5 octobre 2023 21h00 | Essai(s) : 11 McKenzie (21e, 54e), Mo'unga (26e), Jordan (34e, 66e), Roigard (38e), Newell (45e), Fainga'anuku (50e, 69e, 78e), Williams (74e) Transformation(s) : 9 Mo'unga (21e, 26e, 34e, 50e, 54e), McKenzie (66e, 69e), Barrett (74e, 78e) | Rapport         |         | Parc Olympique lyonnais, Décines-Charpieu Arbitre : Wayne Barnes |
| 5 octobre 2023 21h00 | | Rapport         |         | Parc Olympique lyonnais, Décines-Charpieu Arbitre : Wayne Barnes |

Quart de finale
| Quart de finale 2 14 octobre 2023 21 h CEST | Irlande | 24 - 28 (17 - 18) | Nouvelle-Zélande | Stade de France, Saint-Denis Arbitre : Wayne Barnes |
| Quart de finale 2 14 octobre 2023 21 h CEST | Essai(s) : 3 Aki (27e), Gibson-Park (39e), de pénalité (63e) Transformation(s) : 3 Sexton (27e, 39e), de pénalité (63e) Pénalité(s) : 1 Sexton (24e) | Rapport           | Essai(s) : 3 Fainga'anuku (20e), Savea (33e), Jordan (53e) Transformation(s) : 2 Mo'unga (20e), J Barrett (53e) Pénalité(s) : 3 Mo'unga (9e), J Barrett (15e, 68e) | Stade de France, Saint-Denis Arbitre : Wayne Barnes |
| Quart de finale 2 14 octobre 2023 21 h CEST | | Rapport           | | Stade de France, Saint-Denis Arbitre : Wayne Barnes |

Demi-finale
| Demi-finale 1 20 octobre 2023 21 h CEST | Argentine                          | 6 - 44 (6 - 20) | Nouvelle-Zélande | Stade de France, Saint-Denis Arbitre : Angus Gardner |
| Demi-finale 1 20 octobre 2023 21 h CEST | Pénalité(s) : 2 Boffelli (5e, 31e) | Rapport         | Essai(s) : 7 Jordan (11e, 62e, 73e), J.Barrett (16e), Frizell (40e+2, 49e), Smith (42e) Transformation(s) : 3 Mo'unga (12e, 43e, 50e) Pénalité(s) : 1 Mo'unga (31e) Carton(s) jaune(s) : 1 S.Barrett (65e) | Stade de France, Saint-Denis Arbitre : Angus Gardner |
| Demi-finale 1 20 octobre 2023 21 h CEST |                                    | Rapport         | | Stade de France, Saint-Denis Arbitre : Angus Gardner |

Finale
| 28 octobre 2023 21 h CEST | Nouvelle-Zélande                                                             | 11-12 (6 - 12) | Afrique du Sud                                     | Stade de France, Saint-Denis Arbitre : Wayne Barnes |
| 28 octobre 2023 21 h CEST | Essai(s) : 1 Beauden Barrett (58e) Pénalité(s) : 2 Richie Mo'unga (17e, 38e) | Rapport        | Pénalité(s) : 4 Handré Pollard (3e, 13e, 19e, 34e) | Stade de France, Saint-Denis Arbitre : Wayne Barnes |
| 28 octobre 2023 21 h CEST |                                                                              | Rapport        |                                                    | Stade de France, Saint-Denis Arbitre : Wayne Barnes |

parcours des Fidji
Poule C
| Rang | Pays           | J | V | N | D | Bo | Bd | Pm  | Pe  | Diff | Pts |
| ---- | -------------- | - | - | - | - | -- | -- | --- | --- | ---- | --- |
| 1    | Pays de Galles | 4 | 4 | 0 | 0 | 3  | 0  | 143 | 59  | +84  | 19  |
| 2    | Fidji          | 4 | 2 | 0 | 2 | 1  | 2  | 88  | 83  | +5   | 11  |
| 3    | Australie      | 4 | 2 | 0 | 2 | 2  | 1  | 90  | 91  | -1   | 11  |
| 4    | Portugal       | 4 | 1 | 1 | 2 | 0  | 0  | 64  | 103 | -39  | 6   |
| 5    | Géorgie        | 4 | 0 | 1 | 3 | 0  | 1  | 64  | 113 | -49  | 3   |

| 10 septembre 2023 21h00 | Pays de Galles | 32 - 26 (18 - 14) | Fidji | Stade de Bordeaux, Bordeaux 41 275 spectateurs Arbitre : Matthew Carley |
| 10 septembre 2023 21h00 | Essai(s) : 4 Adams (7e), North (29e), Rees-Zammit (48e), Dee (66e) Transformation(s) : 3 Biggar (30e, 49e, 67e) Pénalité(s) : 2 Biggar (2e, 24e) Carton(s) jaune(s) : 1 Domachowski (68e) | Rapport           | Essai(s) : 4 Nayacalevu (13e), Tagitagivalu (17e), Tuisova (73e), Doge (78e) Transformation(s) : 3 Lomani (15e, 18e), Tela (73e) Carton(s) jaune(s) : 1 Tagitagivalu (64e) | Stade de Bordeaux, Bordeaux 41 275 spectateurs Arbitre : Matthew Carley |
| 10 septembre 2023 21h00 | | Rapport           | | Stade de Bordeaux, Bordeaux 41 275 spectateurs Arbitre : Matthew Carley |

| 17 septembre 2023 17h45 | Australie | 15 - 22 (8 - 12) | Fidji | Stade Geoffroy-Guichard, Saint-Étienne Arbitre : Andrew Brace |
| 17 septembre 2023 17h45 | Essai(s) : 2 Nawaqanitawase (23e), Vunivalu (68e) Transformation(s) : 1 Donaldson (70e) Pénalité(s) : 1 Donaldson (3e) | Rapport          | Essai(s) : 1 Tuisova (43e) Transformation(s) : 1 Kuruvoli (43e) Pénalité(s) : 5 Kuruvoli (12e, 21e, 27e, 33e), Lomani (66e) | Stade Geoffroy-Guichard, Saint-Étienne Arbitre : Andrew Brace |
| 17 septembre 2023 17h45 | | Rapport          | | Stade Geoffroy-Guichard, Saint-Étienne Arbitre : Andrew Brace |

| 30 septembre 2023 17h45 | Fidji | 17 - 12 (0 - 9) | Géorgie                                                   | Stade de Bordeaux, Bordeaux Arbitre : Karl Dickson |
| 30 septembre 2023 17h45 | Essai(s) : 2 Nayacalevu (51e), Habosi (68e) Transformation(s) : 2 Lomani (52e, 69e) Pénalité(s) : 1 Lomani (65e) Carton(s) jaune(s) : 2 Radradra (41e), Tuisova (79e) | Rapport         | Pénalité(s) : 4 Matkava (5e, 80e), Niniashvili (19e, 31e) | Stade de Bordeaux, Bordeaux Arbitre : Karl Dickson |
| 30 septembre 2023 17h45 | | Rapport         |                                                           | Stade de Bordeaux, Bordeaux Arbitre : Karl Dickson |

| 8 octobre 2023 21h00 | Fidji | 23 - 24 (3 - 3) | Portugal | Stadium de Toulouse, Toulouse Arbitre : Luke Pearce |
| 8 octobre 2023 21h00 | Essai(s) : 2 Botia (48e), Doge (68e) Transformation(s) : 2 Lomani (48e, 68e) Pénalité(s) : 3 Lomani (10e, 74e, 76e) Carton(s) jaune(s) : 1 Botia (50e) |                 | Essai(s) : 3 Costa Storti (45e), Fernandes (51e), Marta (78e) Transformation(s) : 3 Marques (45e, 51e, 80e) Pénalité(s) : 1 Marques (38e) | Stadium de Toulouse, Toulouse Arbitre : Luke Pearce |
| 8 octobre 2023 21h00 | |                 | | Stadium de Toulouse, Toulouse Arbitre : Luke Pearce |

Quart de finale
| Quart de finale 3 15 octobre 2023 17 h CEST | Angleterre | 30 - 24 (21 - 10) | Fidji | Stade Vélodrome, Marseille Arbitre : Mathieu Raynal |
| Quart de finale 3 15 octobre 2023 17 h CEST | Essai(s) : 2 Tuilagi (14e), Marchant (23e) Transformation(s) : 1 Farrell (23e) Pénalité(s) : 5 Farrell (11e, 34e, 38e, 54e, 77e) Drop(s) : 1 Farrell (71e) | Rapport           | Essai(s) : 3 Mata (28e), Peni Ravai (64e), Botitu (68e) Transformation(s) : 3 Lomani (28e), Kuruvoli (64e, 68e) Pénalité(s) : 1 Lomani (20e) | Stade Vélodrome, Marseille Arbitre : Mathieu Raynal |
| Quart de finale 3 15 octobre 2023 17 h CEST | | Rapport           | | Stade Vélodrome, Marseille Arbitre : Mathieu Raynal |

- 19 novembre : L'Australie remporte la Coupe du monde de cricket de 2023 en Inde[57].

## Autres événements marquants
- 20 janvier : inauguration de l'université nationale des Tonga[58].
- 2 mai : L'Australie adopte une politique de restriction de l'accès aux cigarettes électroniques, qui ne  devront être délivrées que sur ordonnance médicale, « comme aide pour arrêter de fumer »[59].
- 6 mai : couronnement de Charles III, roi d'Australie, de Nouvelle-Zélande, de Papouasie-Nouvelle-Guinée, des Îles Salomon et des Tuvalu depuis le 8 septembre 2022. Les gouverneurs généraux de ces cinq pays (respectivement David Hurley, Dame Cindy Kiro, Sir Bob Dadae, Sir David Vunagi et Sir Tofiga Vaevalu Falani) assistent à la cérémonie, avec entre autres les Premiers ministres australien et néo-zélandais Anthony Albanese et Chris Hipkins, le roi des Tonga Tupou VI et le chef d'État des Samoa Va'aletoa Sualauvi II[60].
- 6 mai : À l'occasion du couronnement de Charles III et en l'honneur de l'engagement du roi sur les questions environnementales, la Nouvelle-Zélande commence à planter 100 000 arbres à travers le pays[52]. Une salve de tirs de canons y marque par ailleurs l'évènement[61]. En Australie, une salve de tirs de canons a lieu également[62]. En Papouasie-Nouvelle-Guinée, une cérémonie de célébrations a lieu au stade Sir Hubert Murray, en présence du Premier ministre James Marape[63]. Aux Îles Salomon, le Premier ministre Manasseh Sogavare participe à un service de célébration à la cathédrale St Barnabas (en)[64].
- 20 juillet : Un jeune ouvrier, en détention à domicile pour violences familiales, attaque au fusil un chantier à Auckland (Nouvelle-Zélande), tuant deux personnes[65].

## Décès

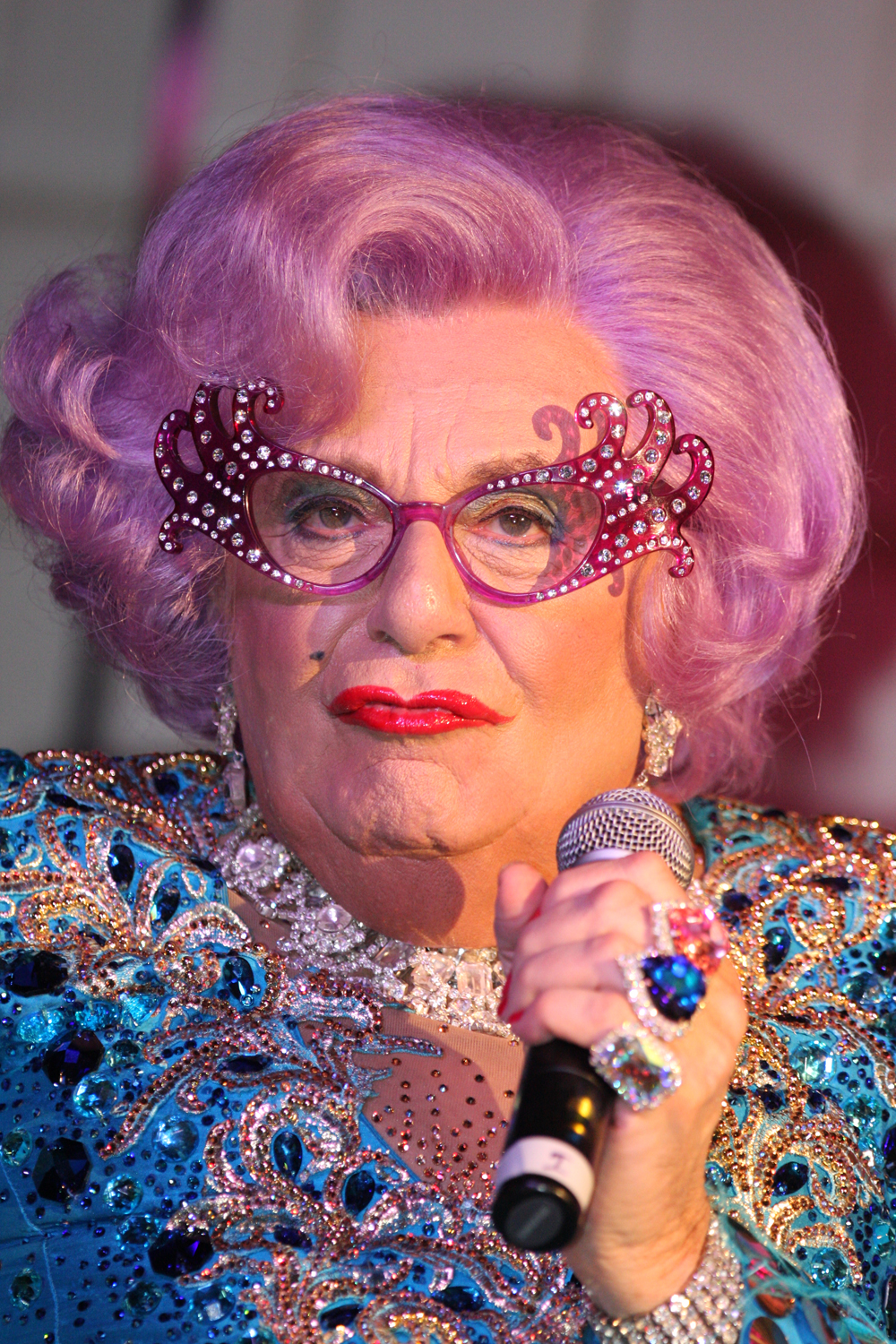
Dame Edna Everage, personnage le plus célèbre de l'humoriste australien Barry Humphries, mort en avril 2023.

- 23 février : Dinh Van Than (né en 1944), homme politique et très influent homme d'affaires vanuatais[66].
- 18 mars : Pohiva Tuʻiʻonetoa (né le 30 juin 1961), Premier ministre des Tonga de 2019 à 2021[67].
- 21 mars : Ratu Epeli Ganilau (né vers 1952), chef autochtone et un temps commandant des Forces militaires de la république des Fidji[68].
- 31 mars : Sir Rabbie Namaliu (né le 3 avril 1947), Premier ministre de Papouasie-Nouvelle-Guinée de 1988 à 1992[69],[70].
- 3 avril : Galarrwuy Yunupingu (en) (né le 30 juin 1948), activiste et artiste aborigène australien, « Australien de l'année » en 1978[71],[72].
- 11 avril : John Olsen (né le 21 janvier 1928), peintre australien[73].
- 22 avril : Barry Humphries (né le 17 février 1934), humoriste australien[74].
- 28 mai : Mele Siuʻilikutapu (née le 12 mai 1948), princesse tongienne[75].
- 24 juin : Taufa Vakatale (née en 1938), vice-Première ministre des Fidji de 1997 à 1999[76].
- 17 septembre : Joy Chambers (en) (née en 1946), actrice (Neighbours), autrice et entrepreneuse australienne[73].
- 5 octobre : Kevin Coombs (en) (né le 30 mai 1941), ancien capitaine de l'équipe paralympique australienne de basketball[77].
- 21 octobre : Bill Hayden (né le 23 janvier 1933), ministre des Finances d'Australie en 1975 puis gouverneur général de 1989 à 1996[78].
- 26 décembre : Lukas Enembe (né le 27 juillet 1967), gouverneur de la province indonésienne de Papouasie de 2013 à 2023[79].
- 30 décembre : John Pilger (né le 9 octobre 1939), journaliste militant australien[80].